# Джеханабаде-Бала
Джеханабаде-Бала (перс. جهان‌آباد بالا‎) или Джеханабад (перс. جهانآباد‎) — село на севере Ирана, в остане Тегеран. Входит в состав шахрестана Тегеран. Является частью дехестана (сельского округа) Хелазир бахша Афтаб.

## География
Село находится в центральной части остана, при автодороге , на расстоянии приблизительно 9 километров (по прямой) к югу от города Тегеран, административного центра шахрестана. Абсолютная высота — 1016 метров над уровнем моря.

## Население
По данным переписи 2006 года население села составляло 61 человек (33 мужчины и 28 женщин). В Джеханабаде-Бале насчитывалось 15 домохозяйств. Уровень грамотности населения составлял 63,9 %. Уровень грамотности среди мужчин составлял 66,7 %, среди женщин — 60,7 %.
В 2016 году в селе имелось 33 домохозяйства и проживал 81 человек (46 мужчин и 35 женщин).